# Re di Romania

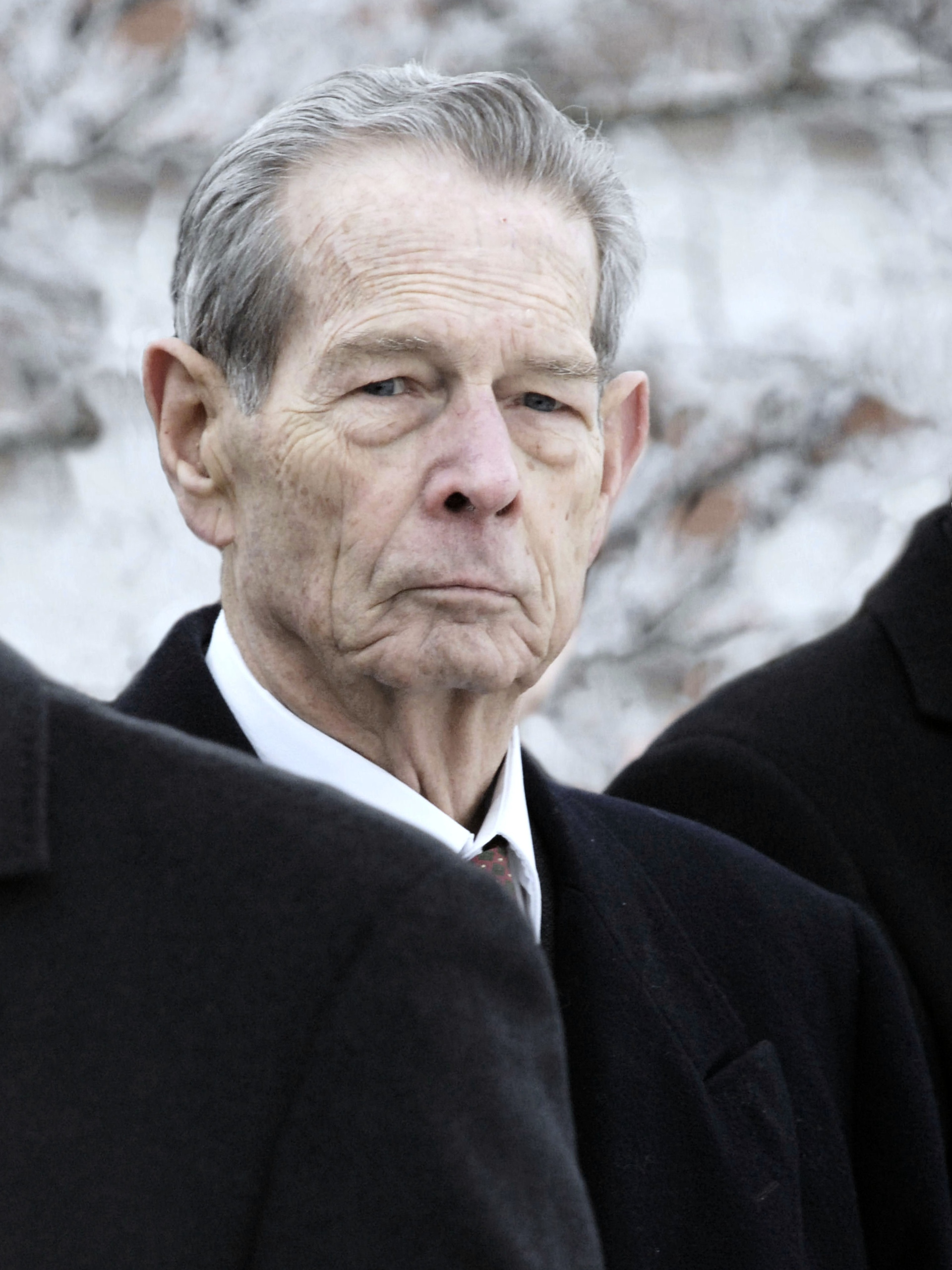
Michele I, ultimo sovrano rumeno.

Re di Romania era il titolo reale che deteneva il sovrano rumeno dal 1881 al 1947, anno in cui la monarchia in Romania venne ufficialmente abolita, venendo instaurato un governo comunista, di matrice filo-sovietico.

## Sovrani di Romania

### Hohenzollern-Sigmaringen (1881-1947)
Nel 1859 la Valacchia e Moldavia, stati vassalli dell'Impero ottomano, avevano formato un'unica nazione chiamata Principati Uniti e poi Principato di Romania nel 1862, sotto la guida di Alessandro Giovanni Cuza che aveva assunto il titolo di Principe di Romania o Domnitor; Cuza venne poi deposto nel 1866 dal Parlamento rumeno il quale designò Carlo di Hohenzollern-Sigmaringen quale nuovo sovrano. Con il Congresso di Berlino del 1878, la Romania ottenne l'indipendenza dalla Turchia e così nel 1881 divenne un regno e quindi Carlo I ottenne il titolo di Re di Romania.                                 
Nel 1914 re Carlo I morì e gli successe il nipote Ferdinando I, che nel 1893 aveva sposato Maria di Edimburgo, nipote della regina Vittoria. Nella Prima guerra mondiale, la Romania si schierò da parte della Triplice Alleanza, uscendo vittoriosa dal conflitto nel 1918 ottenendo la regione della Transilvania, fino ad allora sotto il dominio austro-ungarico. Nel dicembre 1925, il principe ereditario Carlo rinunciò ai suoi diritti al trono per scappare con la sua amante Magda Lupescu e così quando due anni più tardi Ferdinando I morì, a succedergli al trono fu il nipote Michele che aveva solo cinque anni, affiancato da una Reggente, ovvero lo zio Nicola. Il piccolo Michele regnò solo tre anni poiché nel 1930 il padre Carlo tornò in patria, insediandosi sul trono come Carlo II di Romania. 
Nel 1940, a seguito di una crisi politica causata dalla concessione della Moldavia all'Unione Sovietica e parte della Transilvania all'Ungheria, re Carlo II abdicò in favore del figlio che ascese di nuovo al trono come Michele I; all'epoca la Romania era guidata dal dittatore Ion Antonescu, che si era proclamato Conducător, il quale si era schierato a fianco dell'Asse, partecipando anche all'Operazione Barbarossa contro l'Unione Sovietica. Nel 1944 le forze russe erano sempre più vicine ai confini rumeni, re Michele rovesciò Antonescu e firmò un armistizio con gli Alleati, in particolare con i russi.              A dicembre del 1947, Michele I dovette abdicare e lasciare la nazione, a seguito dell'instaurazione di un governo comunista, filo-sovietico.
Dopo la caduta del comunismo nel 1989 Michele visitò la Romania in mezzo a una delle più grandi folle mai viste per le strade di Bucarest.
| Nome         | Ritratto | Data di nascita | Regno            | Regno            | Matrimoni Discendenza                     | Note                                                                  |
| Nome         | Ritratto | Data di nascita | Inizio           | Fine             | Matrimoni Discendenza                     | Note                                                                  |
| ------------ | -------- | --------------- | ---------------- | ---------------- | ----------------------------------------- | --------------------------------------------------------------------- |
| Carlo I      |          | 20 aprile 1839  | 15 marzo 1881    | 10 ottobre 1914  | Elisabetta di Wied una figlia             | Figlio di Carlo Antonio, Principe di Hohenzollern-Sigmaringen         |
| Ferdinando I |          | 24 agosto 1865  | 10 ottobre 1914  | 20 luglio 1927   | Maria di Edimburgo tre figli e tre figlie | Nipote di re Carlo I                                                  |
| Michele I    |          | 25 ottobre 1921 | 20 luglio 1927   | 8 giugno 1930    | Anna di Parma cinque figlie               | Governò sotto la reggenza dello zio Nicola, principe di Romania       |
| Carlo II     |          | 15 ottobre 1893 | 8 giugno 1930    | 6 settembre 1940 | Elena di Grecia un figlio                 | Figlio di Ferdinando I                                                |
| Michele I    |          | 25 ottobre 1921 | 6 settembre 1940 | 30 dicembre 1947 | Anna di Parma cinque figlie               | Fu deposto il 30 dicembre 1947 e instaurato un governo filo-sovietico |

## Reggenza (1927 - 1930)

### Hohenzollern-Sigmaringen (1927 - 1930)
Nel dicembre del 1925 l'allora principe ereditario rumeno, Carlo, rinunciò ai diritti al trono a causa di uno scandalo che lo vedeva coinvolto in una relazione extraconiugale con l'amante Magda Lupescu. Quando nel 1927 il re Ferdinando I morì a succedergli fu quindi il nipote Michele I, che all'epoca aveva solo sei anni e così fu affiancato da un Consiglio di Reggenza; a presiedere tale organo fu il principe Nicola, zio del piccolo sovrano, affiancato dal giurista Gheorghe Buzdugan e al patriarca Miron Cristea.
| Nome   | Ritratto | Data di nascita | Regno          | Regno         | Matrimoni Discendenza           | Note                                                                           |
| Nome   | Ritratto | Data di nascita | Inizio         | Fine          | Matrimoni Discendenza           | Note                                                                           |
| ------ | -------- | --------------- | -------------- | ------------- | ------------------------------- | ------------------------------------------------------------------------------ |
| Nicola |          | 3 agosto 1903   | 20 luglio 1927 | 8 giugno 1930 | due matrimoni senza discendenza | Fu Reggente per il nipote Michele, che all'ascesa al trono aveva solo sei anni |

## Pretendenti al trono di Romania (1947 - oggi)

### Ramo discendente da Michele I
Il 30 dicembre 2007, re Michele ha designato la propria figlia Margherita erede al trono di Romania con il titolo di "principessa ereditaria di Romania" e "custode della Corona rumena". In quella stessa occasione, Michele I ha anche chiesto al Parlamento rumeno, in caso di ripristino della monarchia, di abolire la legge di successione salica prevista dalla costituzione del 1923, così da ammettere la successione femminile. Il 2 marzo 2016, re Michele lasciò alla figlia la reggenza del regno e si ritirò a vita privata. Alla morte del padre Margherita assunse il titolo di Custode della Corona di Romania.
- Michele I, 1948-2017
- Margherita, 2017-oggi

### Ramo discendente da Carol Lambrino
Alla morte di re Carlo II, avvenuta il 4 aprile 1953, Carol Lambrino, figlio nato dal matrimonio tra l'allora principe Carlo e Zizi Lambrino, rivendicò il diritto di ereditare alcune delle proprietà di suo padre. Poiché il matrimonio dei suoi genitori era stato dichiarato nullo dalla Corte Suprema della Romania per ordine di re Ferdinando I, Carol dovette dimostrare che era figlio legittimo di suo padre, nato da un matrimonio legittimo. Il 2 aprile 1955 una corte portoghese stabilì che Carol era il legittimo figlio primogenito di Carlo II ma nonostante questo più volte Michele, il fratellastro minore, ricorse in appello contro la sentenza perdendo sempre.
Carol Lambrino, essendo dunque il legittimo figlio maggiore di re Carlo II, sarebbe da considerare un legittimo pretendente al trono con più diritto di Michele. Inoltre Paul-Philippe Hohenzollern, figlio di Carol Lambrino, rivendicò in seguito per sé la successione al trono affermando che il matrimonio del principe Carlo e Zizi Lambrino, tenutosi in una chiesa ortodossa di Odessa, non è mai stato annullato dalla Chiesa ortodossa, rendendo così di fatto nulli i matrimoni successivi di Carlo.
- Mircea Grigore Carol, 1955-2006
- Paul, 2006-oggi

## Insegne reali

### Stendardi reali

Re di Romania  (1881–1922)
Re di Romania  (1922–1947)
Reggente di Romania (1927-1930)

### Monogrammi reali

Carlo I di Romania
Ferdinando I di Romania
Carlo II di Romania
Michele I di Romania
Nicola di Romania